# Danny Leiner
Daniel Leiner (New York-Brooklyn, 1961. május 13. – Los Angeles, Kalifornia, 2018. október 18.) amerikai filmrendező.

## Filmjei
- Time Expired (1992, rövidfilm)
- Remember WENN (1996, tv-sorozat)
- Layin' Low (1996)
- Austin Stories (1997, tv-sorozat)
- Flashback (1997, tv-film)
- Felicity (1998–1999, tv-sorozat, két epizód)
- Strangers with Candy (1999, tv-sorozat, két epizód)
- Tiszta Hollywood (Action) (1999, tv-sorozat, egy epizód)
- Különcök és stréberek (Freaks and Geeks) (2000, tv-sorozat, egy epizód)
- Ötösfogat (Party of Five) (2000, tv-sorozat, egy epizód)
- Esti meccsek (Sports Night) (2000, tv-sorozat, egy epizód)
- Nemek harca (Opposite Sex) (2000, tv-sorozat, egy epizód)
- Hé haver, hol a kocsim? (Dude, Where's My Car?) (2000)
- Go Fish (2000, tv-sorozat)
- Maybe It's Me (2001, tv-sorozat)
- Szívek szállodája (Gilmore Girls) (2001, tv-sorozat, egy epizód)
- The Tick (2001, tv-sorozat, egy epizód)
- Mocsok macsók meséi (The Mind of the Married Man) (2001–2002, tv-sorozat, hat epizód)
- Everwood (2002, tv-sorozat, egy epizód)
- Kalandférgek (Harold & Kumar Go to White Castle) (2004)
- Az ítélet: család (Arrested Development) (2005, tv-sorozat, egy epizód)
- New York arcai (The Great New Wonderful) (2005)
- Maffiózók (The Sopranos) (2006, tv-sorozat, egy epizód)
- Wainy Days (2008, tv-sorozat, egy epizód)
- Kath és Kim (Kath & Kim) (2008, tv-sorozat, egy epizód)
- Ütős csapat (Balls Out: Gary the Tennis Coach) (2009)
- Office (The Office) (2010, tv-sorozat, egy epizód)
- Kergetjük az amerikai álmot (How to Make It in America) (2010–2011, tv-sorozat, két epizód)
- Backwash (2010–2011, tv-sorozat, 13 epizód)
- We Got Next (2014, tv-film)
- Selfie (2014, tv-sorozat, egy epizód)